# Polskie obozy zagłady

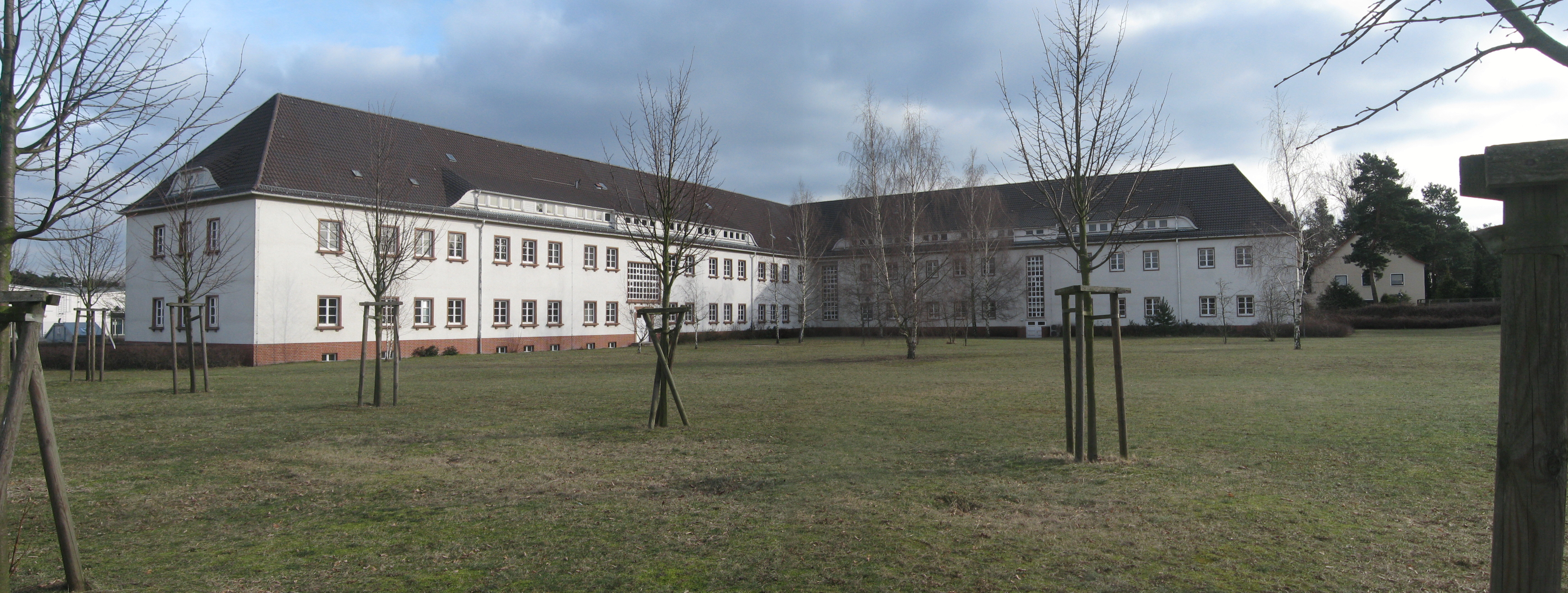
Budynki wchodzące w skład obozu w Sachsenhausen, w których od 1938 roku mieścił się Inspektorat Obozów Koncentracyjnych, zarządzający wszystkimi niemieckimi obozami, w tym także zlokalizowanymi w okupowanej Polsce

Wykres ze strukturą narodowościową ofiar, które zginęły w niemieckim obozie koncentracyjnym Auschwitz-Birkenau pokazująca, że po Żydach najwięcej zginęło w nim Polaków

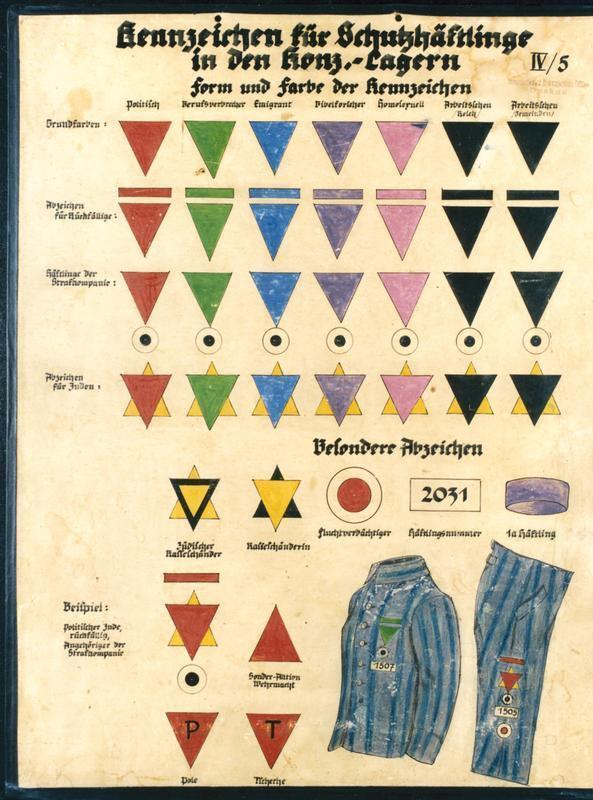
Znaczenia naszywek na pasiaki więźniów z niemieckiej instrukcji dla personelu obozów koncentracyjnych; w lewym dolnym rogu naszywka z literą P (Pole), przeznaczona do znakowania Polaków

Naszywka (tzw. winkiel) z literą P (Pole) na pasiaki polskich więźniów w Auschwitz

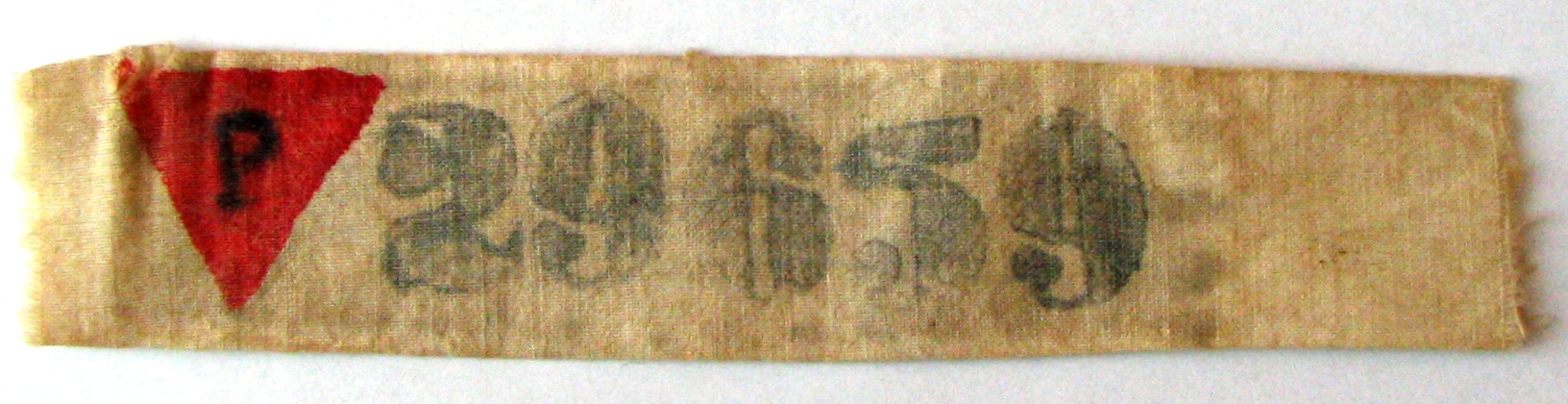
„Winkiel” obozowy z numerem oraz literą „P” oznaczającą narodowość polską z pasiaka Lidii Główczewskiej więźniarki KL Stutthof

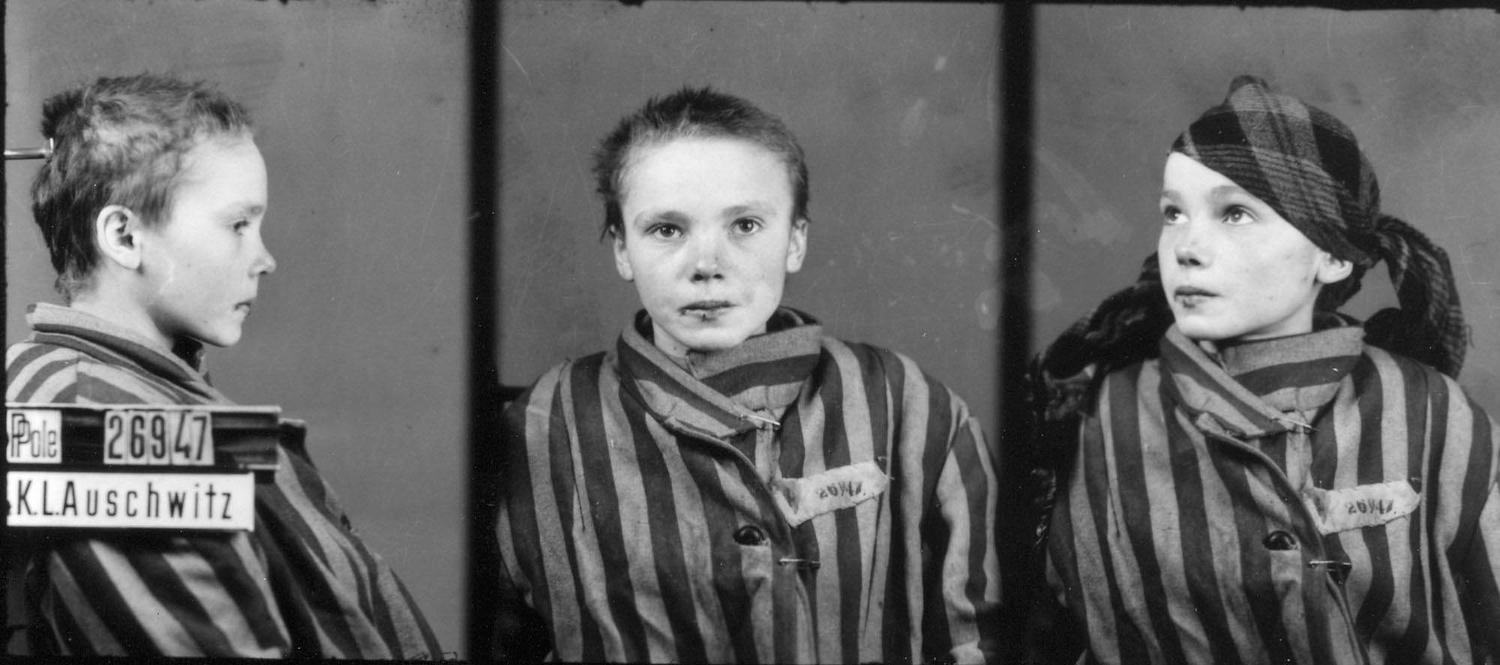
Czesława Kwoka, jedno z „dzieci Zamojszczyzny” zamordowanych zastrzykiem fenolu w KL Auschwitz, z podpisem Pole oraz numerem obozowym 26947

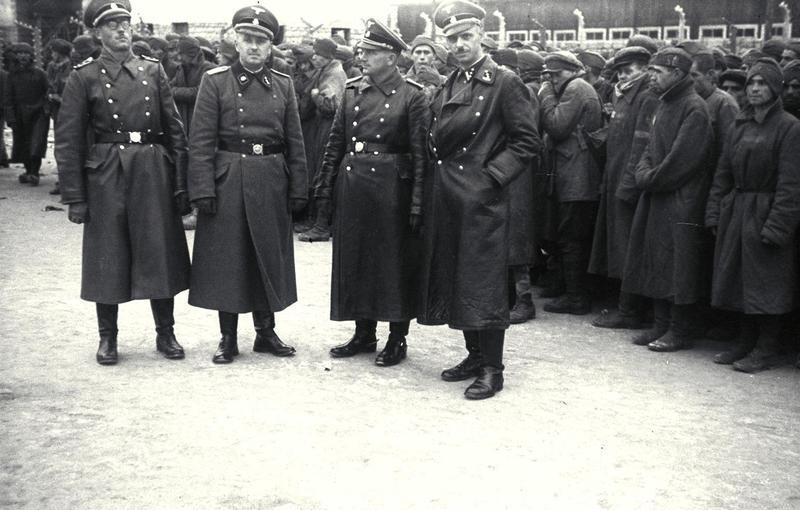
Członkowie specjalnej służby mundurowej SS-Totenkopfverbände przeznaczonej do zarządzania obozami koncentracyjnymi – Mauthausen-Gusen, 1941

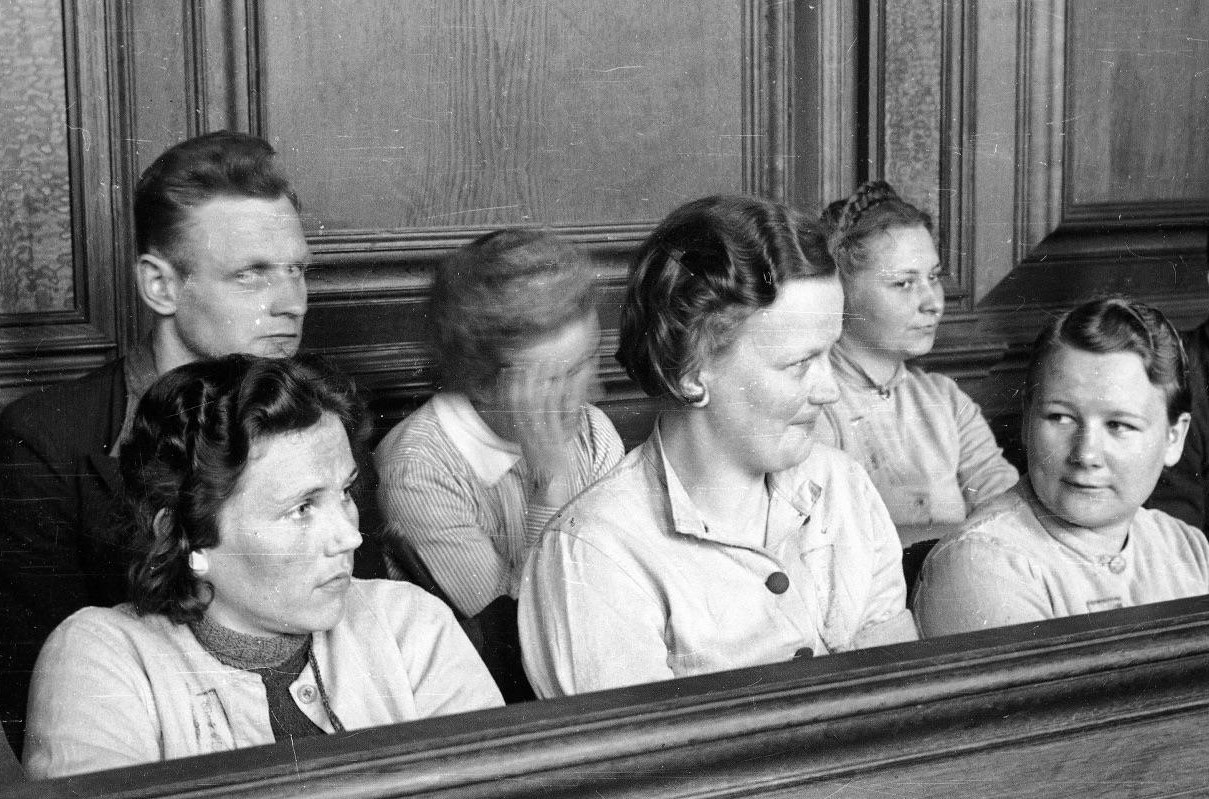
Jenny-Wanda Barkmann wśród żeńskiego personelu obozowego – SS-Aufseherin z obozu Stutthof (KL), Gdańsk 1946

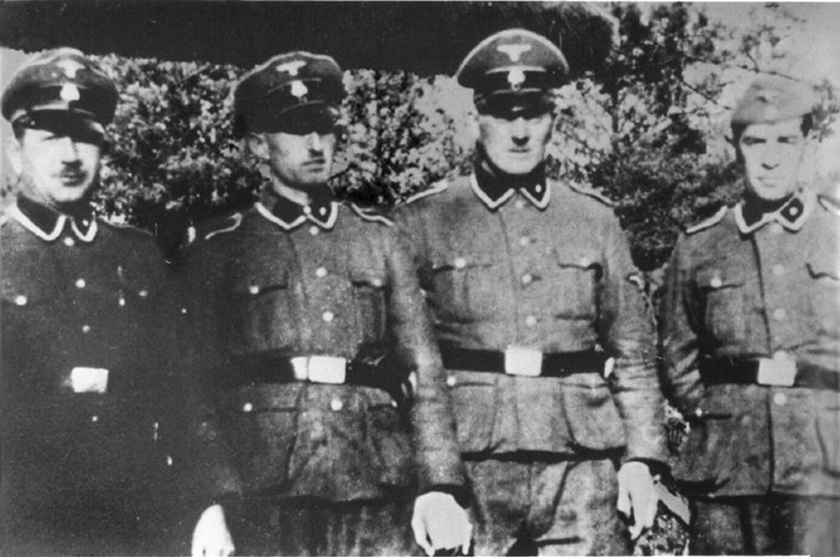
Członkowie załogi obozu zagłady w Treblince: Paul Bredow, Willi Mentz, Max Möller oraz Josef Hirtreiter

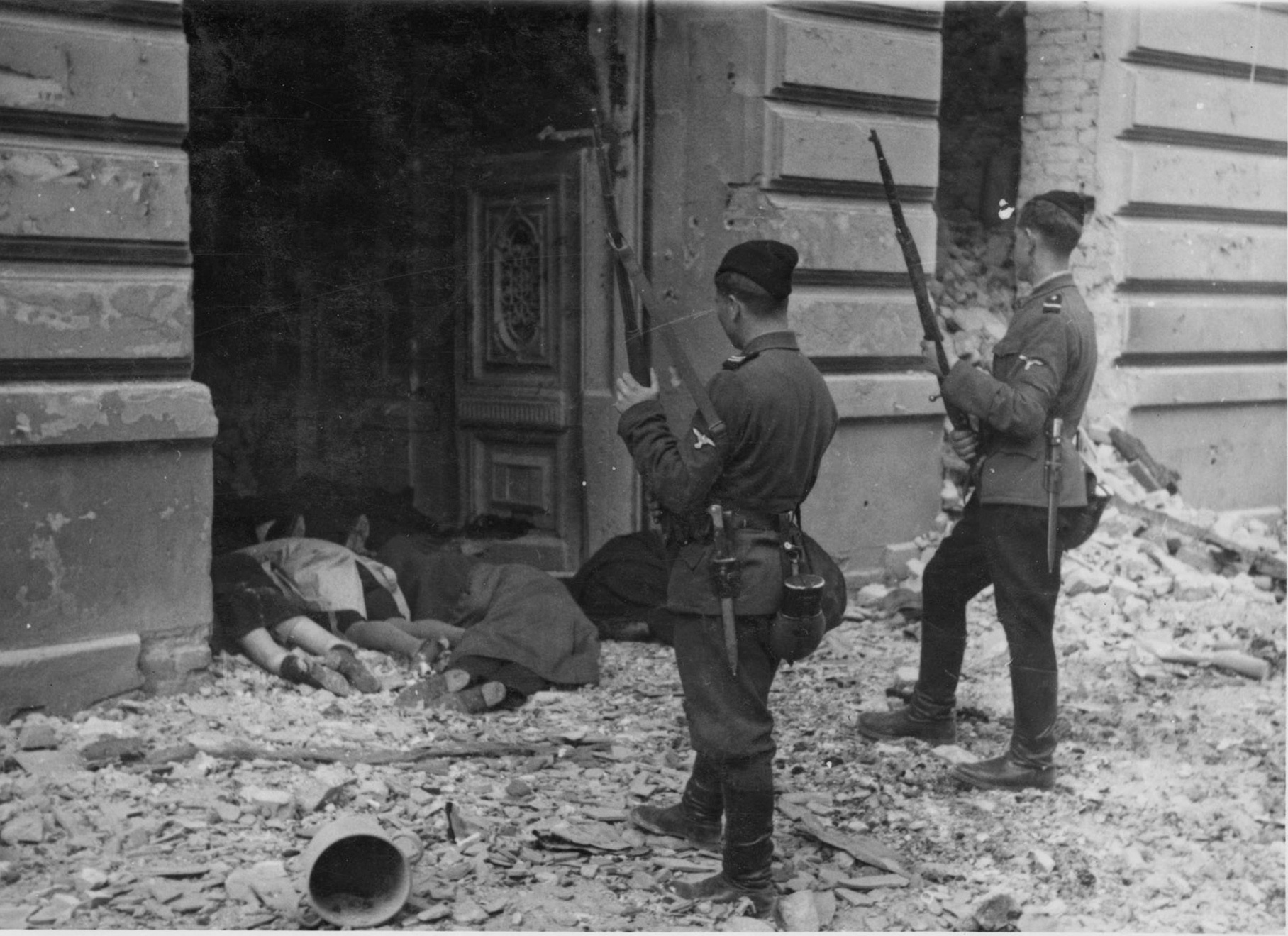
Dwóch członków policji pomocniczej Trawniki-Männer używanych jako personel obozów koncentracyjnych; na zdjęciu podczas likwidacji getta warszawskiego w Raporcie Stroopa

Polskie obozy zagłady, polskie obozy śmierci – błędne określenie stosowane w niektórych, szczególnie zachodnich, mediach i publikacjach, w tym również w opracowaniach historycznych, w odniesieniu do niemieckich, nazistowskich obozów zagłady znajdujących się w granicach okupowanej od 1939 roku przez Niemców Polski, które sugeruje, że zakładali je i zarządzali nimi Polacy. Według niektórych poglądów sformułowanie wprowadzane jest celowo jako propaganda wymierzona w państwo polskie. Spotyka się także inne określenia używane w tym znaczeniu, z których najczęstsze jest polskie obozy koncentracyjne, jak również ogólne polski Holocaust. W języku angielskim używane są sformułowania Polish death camps, Polish concentration camps, Polish Holocaust, w niemieckim: polnische Vernichtungslager, polnische Häuser des Todes.

## Geneza
Najczęściej termin „polskie obozy koncentracyjne” stosuje się w odniesieniu do obozów zakładanych podczas II wojny światowej na terenie Polski okupowanej przez nazistowskie Niemcy, to znaczy w okresie, gdy Polska nie miała żadnego wpływu na ich działania. Gdy powstawały te obozy, państwo polskie nie istniało. Na części terytorium zajętym w wyniku działań wojennych przez Niemcy rząd Adolfa Hitlera utworzył w 1939 roku Generalne Gubernatorstwo, z całkowicie niemiecką administracją podległą Rządowi Generalnego Gubernatorstwa, na którego czele stanął niemiecki funkcjonariusz narodowosocjalistyczny, Hans Frank. Część byłych ziem polskich (Wielkopolska, Pomorze, Śląsk) została wcielona do III Rzeszy i bezpośrednio włączona w system administracyjny Niemiec jako jednostki administracyjne, tak zwane Reichsgaue, które przez okupanta traktowane były w latach 1939–1945 jako część Niemiec – na przykład z Wielkopolski utworzono Reichsgau Wartheland (okręg Rzeszy Kraj Warty), a z Pomorza Reichsgau Danzig-Westpreußen (okręg Rzeszy Gdańsk-Prusy Zachodnie).
Niemieckie obozy koncentracyjne w Europie podlegały zarządowi niemieckiej nazistowskiej formacji paramilitarnej SS, do której Polacy nigdy nie byli przyjmowani. Bezpośrednio podporządkowane były one organizacyjnie Inspektion der Konzentrationslager (Inspektoratowi Obozów Koncentracyjnych) nad którym zarząd pełnił SS-Wirtschafts- und Verwaltungshauptamt (pol. Główny Urząd Gospodarki i Administracji SS). Centralna inspekcja SS ds. obozów mieściła się w miejscowości Oranienburg; około 30 km na północ od Berlina, gdzie już w 1933 roku powstał jeden z pierwszych nazistowskich obozów koncentracyjnych na terenie III Rzeszy – Oranienburg. Na czele tej organizacji stał SS-Obergruppenführer Oswald Pohl. Obozami koncentracyjnymi bezpośrednio zarządzał personel obozowy złożony z esesmanów członków specjalnie powołanej do tego celu formacji SS-Totenkopfverbände oraz SS-Aufseherin – nadzorczyń SS. Niemcy szkolili również policję pomocniczą w obozie szkoleniowym SS w Trawnikach, która pełniła służbę w obozach koncentracyjnych. Członków rekrutowano z jeńców sowieckich lub organizacji kolaborujących z niemieckimi nazistami na wschodzie: Łotyszy, Litwinów, Białorusinów, Ukraińców. Nie przyjmowano do niego Polaków, a próba utworzenia i wyszkolenia tam 10-tysięcznego legionu złożonego z podhalańskich górali – Goralische Waffen SS Legion zakończyła się fiaskiem .
Podczas niemieckiej okupacji Polski legalnym ośrodkiem władzy polskiej był w latach 1939–1945 rząd Rzeczypospolitej Polskiej na uchodźstwie z siedzibą w Londynie, który nie podejmował decyzji o tworzeniu obozów koncentracyjnych ani w żadnym zakresie nie partycypował w administrowaniu nimi. Polskiemu rządowi na uchodźstwie podporządkowane były w okupowanej Polsce struktury Polskiego Państwa Podziemnego, które również nie brały udziału w działalności tych obozów i podejmowały szereg działań wymierzonych przeciwko ich twórcom oraz zarządcom. Polacy nie podejmowali zarówno decyzji o powstaniu obozów koncentracyjnych na terenie okupowanej Polski, jak również nie zaplanowali ich, nie administrowali nimi, nie czerpali żadnej korzyści z niewolniczej pracy więźniów oraz zarekwirowanego majątku, nie dokonywali w nich masowych eksterminacji. Nie jest znana historykom żadna ogólnonarodowa polska organizacja, która uczestniczyłaby w funkcjonowaniu niemieckich obozów koncentracyjnych na terenie okupowanej Polski oraz innych europejskich państw. W obozach koncentracyjnych Polacy znajdowali się wyłącznie jako więźniowie osadzani tam zazwyczaj ze względu na sprzeciw wobec ich twórców.
Termin „Polish Death Camp” został po raz pierwszy użyty w tytule artykułu słynnego emisariusza polskiego państwa podziemnego – Jana Karskiego, który próbował zaalarmować Zachód o zbrodniach Niemców. Artykuł został opublikowany w 1944 w amerykańskim piśmie „Collier’s Weekly”. Jednak jak udowodniono ostatnio powszechnie rozpowszechniona teza o autorstwie tytułu przez Jana Karskiego okazała się błędna. To nie Jan Karski zaproponował ten tytuł, a redakcja czasopisma zmieniła oryginalny tytuł „IN THE BELZEC DEATHCAMP” na „Polish Death Camp”. Dodatkowo redaktor portalu https://www.unz.com bez uzasadnienia dalej zmienił tytuł na „Polish Death Camps”.

## Przypadki używania zwrotu „polskie obozy”
Polskie MSZ kataloguje przykłady użycia sformułowania „polskie obozy koncentracyjne” w odniesieniu do niemieckich obozów koncentracyjnych znajdujących się na terenie Polski oraz polskie interwencje przeciwko użyciu tego sformułowania. Terminem tym – bez wyjaśnienia, że chodzi o lokalizację geograficzną – posługiwały się czasopisma takie jak amerykański „New York Times”, „New York Daily News” (Polish concentration camps, Polish death camp, Polish Holocaust), brytyjski „The Guardian” czy „The Australian” oraz amerykańskie stacje telewizyjne ABC News i CBS News, które użyły zwrotów „Sobibór – Polish Nazi death camp” i „Poland’s Treblinka death camp”. Według raportu polskiego MSZ jedynie w ciągu 2009 roku aż 103 razy w zagranicznych mediach użyto sformułowania „polskie obozy koncentracyjne”. Najczęściej termin ten pojawił się w Niemczech – 20 razy – po 16 w mediach amerykańskich i hiszpańskich, 8 w Austrii, 6 w Kanadzie, 6 we Włoszech, 5 razy we Francji. Przekłamania zdarzyły się także po jednym razie na Słowacji, Serbii i Irlandii.
Zwrotu tego użyło także wiele najważniejszych dzienników włoskich jak „Corriere della Sera”, „La Stampa”, „L’Unitá”, „La Repubblica”, „Il Sole 24 Ore”.
W drugiej połowie 2013 określenie „polskie obozy koncentracyjne” pojawiło się w biuletynie włoskiego związku Żydów – zostało tam zawarte w kontekście wspomnienia losu włoskich karabinierów (wł. Arma dei Carabinieri) we wrześniu 1943, gdy Włochy wypowiedziały sojusz Rzeszy Niemieckiej. Redakcja czasopisma przeprosiła, jednocześnie składając obietnicę, że podobne zachowanie nie wydarzy się w przyszłości. W październiku 2013 zwrot „polski obóz” (wł. „lager polacco”) pojawił się w depeszy włoskiej agencji prasowej ANSA w odniesieniu do nazistowskiego obozu zagłady Auschwitz w kontekście odwiedzenia tego miejsca przez burmistrza Rzymu Ignazio Marino, który złożył wizytę wspólnie z grupą włoskiej młodzieży i przedstawicielami wspólnoty żydowskiej, przybyłymi ze stolicy Włoch. Delegacji towarzyszył wówczas były więzień, 83-letni Sami Modiano (Samuel Modiano), który w korespondencji został nazwany „ocalałym z grozy polskiego obozu”. Co więcej, w 2007 ANSA użyła określenia „polski obóz zagłady” (wł. campo di sterminio polacco) w informacji dotyczącej wizyty w Auschwitz znanego z negowania holocaustu historyka Davida Irvinga.
Coraz częściej termin pojawia się nawet w prasie niemieckiej. Użyły go gazety jak „Der Spiegel”, „Bild”, „Der Tagesspiegel”, „Stern”, „Focus”, „Die Welt”, „Westdeutsche Zeitung”, „Junge Welt”, „Thurgauer Zeitung”, „Die Zeit”, „Süddeutsche Zeitung” niemiecka agencja prasowa „dpa”, niemiecki oddział Reuters, internetowy portal rozgłośni „Saarländischer Rundfunk” oraz portal internetowy niemieckiej telewizji N-tv. Używany jest również zwrot „polski obóz zagłady” (niem: polnisches Vernichtungslager).
Błędne sformułowania przechodzą nie tylko przez adiustujących depeszę redaktorów niemieckich agencji prasowych, ale i przez redakcje największych gazet w Niemczech. O „polskim obozie” przeczytać mogły już setki tysięcy osób. „Maerkische Algemeine Zeitung” poinformował na przykład o wycieczce uczniów klas o profilu historycznym ze szkoły w Werder, którzy odwiedzili „polski obóz koncentracyjny” („polnisches KZ Auschwitz”). Najgłośniejszym przypadkiem w Niemczech było zamieszczenie w 2010 roku w publikacji wydanej dla niemieckich szkół w nakładzie 800 000 egz. pt. „Żydowskie życie w Niemczech” przez Federalną Centralę Kształcenia Politycznego sformułowania „polnische Konzentrationslager”. Mimo wielu monitów w tej nagłośnionej już sprawie, w 2013 Deutsche Presse-Agentur (odpowiednik polskiej PAP) użyła terminu „polnischer Vernichtungslager” („polski obóz zagłady”) w swojej informacji, którą wykorzystały następnie różne niemieckie czasopisma (m.in. Focus i Die Welt).
Termin „polskie obozy koncentracyjne” używany jest również na Słowacji. Użyły go prywatna stacja TV TA3 oraz publiczna STV, 27 stycznia 2005, które w relacjach z uroczystości Auschwitz użyła określeń „polski obóz koncentracyjny” i „polska fabryka śmierci”.
„Polskie obozy koncentracyjne” pojawiały się również w mediach izraelskich. W 2008 użył go izraelski dziennik „Ha-Arec”. Kilkukrotnie posłużyło się nim także na swoich stronach internetowych Centrum Szymona Wiesenthala. W „Naszym Dzienniku” z 22–23 czerwca odniósł się do tego faktu Robert Popielewicz w swoim tekście pt. „Kłamstwa Centrum Wiesenthala”. Napisał w nim: „Według żydowskiego Centrum Szymona Wiesenthala, to nie Niemcy stworzyli obozy koncentracyjne, a Polacy. Na swoich stronach internetowych Centrum używa zwrotu ‘polskie obozy śmierci’ (...)”. W tej sprawie pismo do dyrektora Centrum Wiesenthala Efraima Zuroffa, z żądaniem sprostowania tego sformułowania 'rażąco niezgodnego z prawdą historyczną’ wystosował 19 czerwca prof. Leon Kieres, prezes IPN”. Do sprawy tej nawiązał również Krzysztof Borowiak na łamach „Rzeczpospolitej” z 24 czerwca 2002 pt. „Znów polskie obozy koncentracyjne”. Borowiak pisze m.in.: „Od czasu do czasu, niby to przypadkiem, pojawia się tu i ówdzie w światowych mediach określenie ‘polskie obozy koncentracyjne’. Tak się dziwnie składa, że określeniem tym posługują się najczęściej środowiska żydowskie, które przecież – jak mało które – powinny wiedzieć, w jakich obozach ginęli między innymi także ich rodacy. Wydawałoby się również, że Centrum Wiesenthala zajmujące się profesjonalnie holocaustem, dalekie będzie od tego typu obrzydliwych przeinaczeń historii”.
Sformułowania „polskie obozy” użyła także niemiecka dziennikarka Miriam Hollstein w gazecie „Die Welt”. W artykule „Podróż Asafa dookoła świata”, który ukazał się w tym czasopiśmie w listopadzie 2008 r. opisała ona traumę ojca izraelskiego 16-latka, który zginął w zamachu bombowym samobójcy. Po tej tragedii ojciec umieścił w internecie zdjęcie syna z apelem, by ludzie podróżowali z nim po świecie. Izraelscy uczniowie zawieźli zdjęcie chłopca do muzeum obozu w Majdanku, który autorka określiła „polskim obozem koncentracyjnym”. Po oburzeniu w polskich mediach oraz akcji mailowej artykuł usunięto ze strony internetowej „Die Welt”; ukazały się też przeprosiny autorki, która tłumaczyła się nieuwagą oraz użyciem tego sformułowania w kontekście geograficznego umiejscowienia obozu.
W kwietniu 2009 sformułowanie „polskie getta” w odniesieniu do gett w okupowanej przez Niemców Polsce zostało użyte w artykule na internetowej stronie gazeta.pl. Sformułowanie to zostało usunięte już po umieszczeniu artykułu w serwisie.
W październiku 2010 Douglas Martin z „The New York Times” w artykule poświęconym zmarłemu niedawno pionierowi transplantologii Georges’owi Mathé, który był członkiem walczącego z nazistami francuskiego ruchu oporu napisał, że został on „aresztowany i w wagonie bydlęcym wysłany do polskiego obozu koncentracyjnego”. Po protestach Polonii gazeta zamieściła sprostowanie.
29 maja 2012 sformułowania „polish death camp” użył prezydent USA Barack Obama podczas odbywającej się w Białym Domu uroczystości uhonorowania Jana Karskiego Prezydenckim Medalem Wolności. Po zdarzeniu polska opinia publiczna zaprotestowała. Dnia 31 maja 2012 prezydent USA wysłał list do prezydenta Polski, w którym napisał, że „żałuje tego błędu” i wyraził nadzieję, że „przyszłe pokolenia będą znały prawdę”. Dodał również, że Polska była krajem brutalnie okupowanym przez Niemcy.
Powodem użycia sformułowania „polskie obozy” jest również nikła wiedza historyczna mieszkańców państw zachodnich dotycząca II wojny światowej. W kwietniu 2009, po emisji amerykańskiego filmu o Irenie Sendlerowej, nadawanego w Stanach Zjednoczonych przez telewizję CBS, amerykański senator republikański Sam Brownback skomentował:

„Był wczoraj wieczorem nowy film zrobiony za sprawą grupy uczennic z Kansas (w latach 90 cztery uczennice ze szkoły średniej w Kansas wystawiły wraz ze swym nauczycielem sztukę teatralną o Irenie Sendlerowej, wydobywając jej postać z zapomnienia). Znalazły one panią, która przeszła przez polski obóz koncentracyjny, a właściwie obóz internowania, który zbudowali w mieście, takie slumsy. – Uratowała trochę sierot. To była piękna historia o strasznej sytuacji”.

### Geograficzne uzasadnienie stosowania nazwy „polskie obozy”

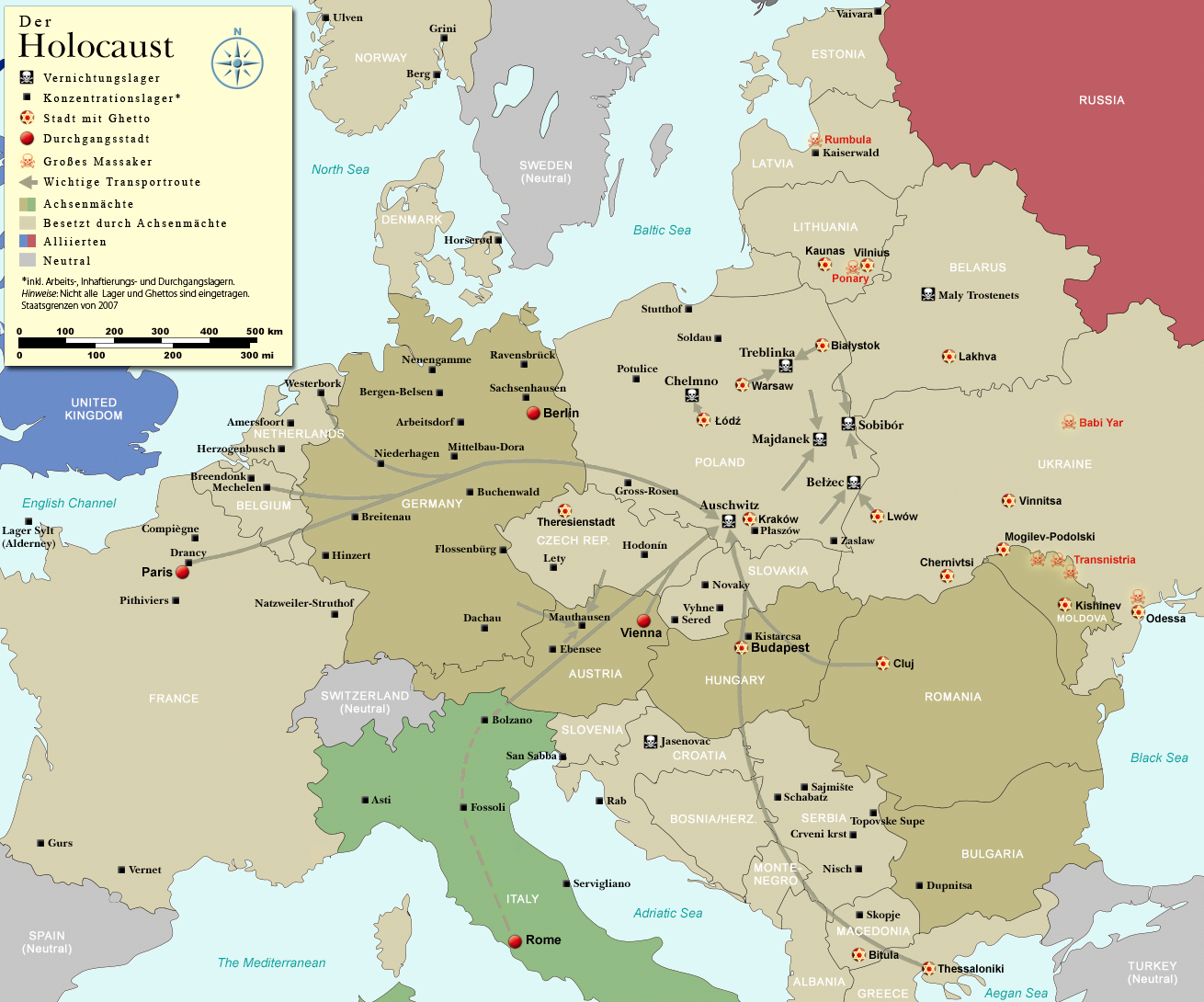
Niemieckie obozy koncentracyjne znajdowały się na terenie wielu obecnych państw europejskich: Polski, Niemiec, Austrii, Czech, Słowacji, Francji, Danii, Belgii, Holandii, Włoch, Łotwy, Estonii, Norwegii, Węgier, Serbii, Chorwacji, Słowenii, Bułgarii i Macedonii

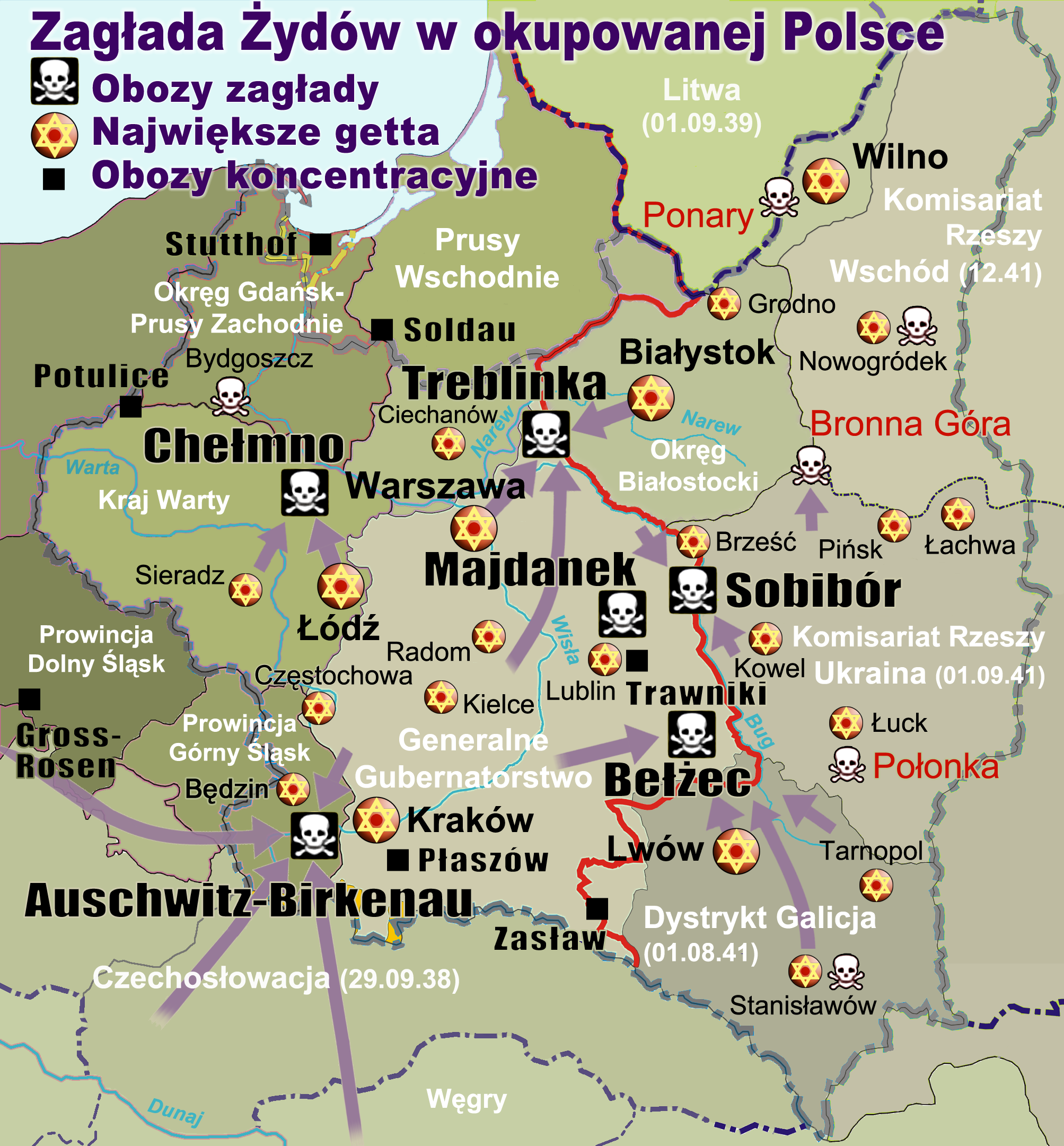
Niemieckie, nazistowskie obozy eksterminacji zlokalizowane w okupowanej Polsce

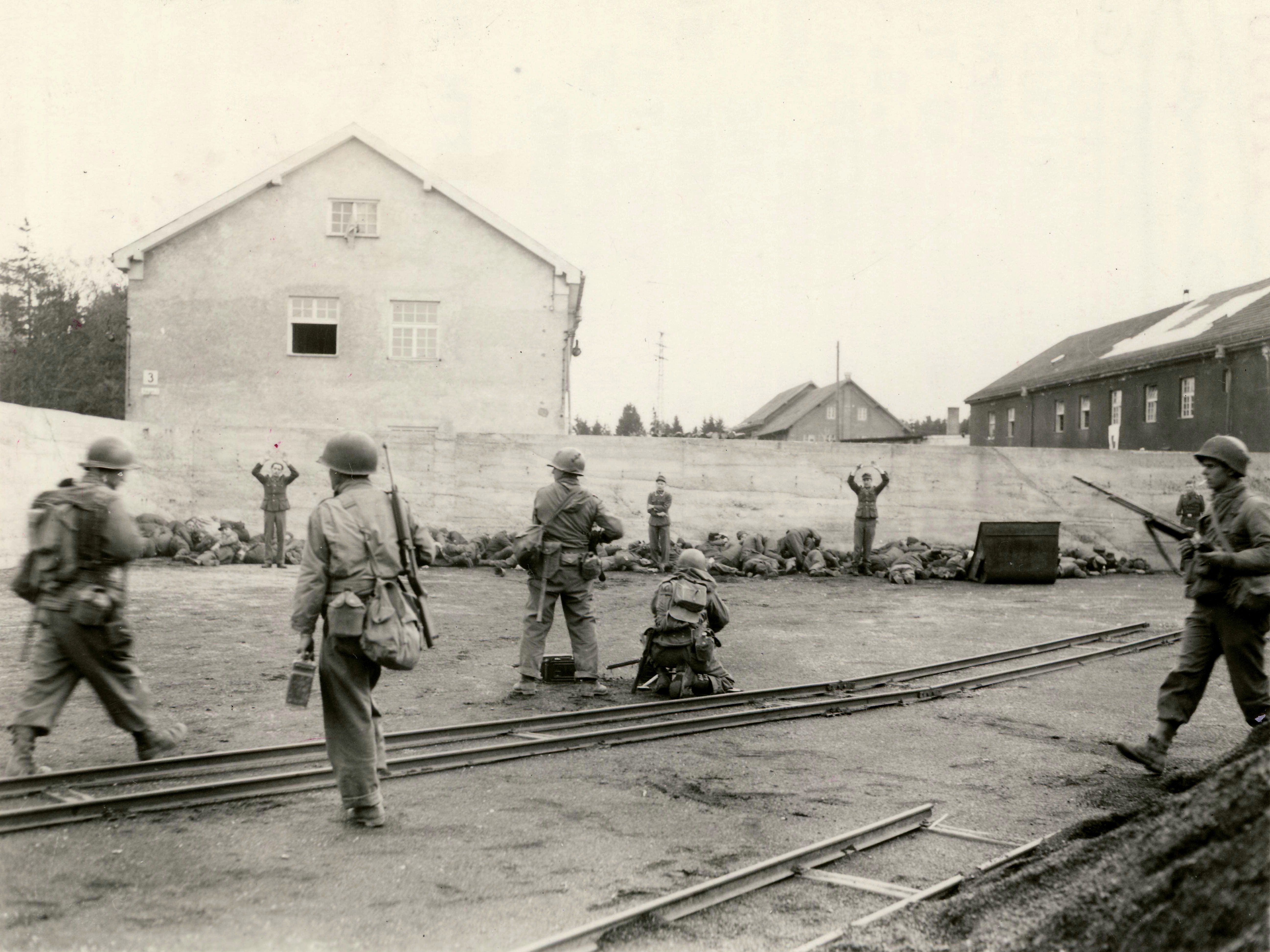
29 kwietnia 1945 – amerykańscy żołnierze rozstrzeliwują 560 SS-manów z niemieckiego personelu obozowego po wyzwoleniu Dachau KL

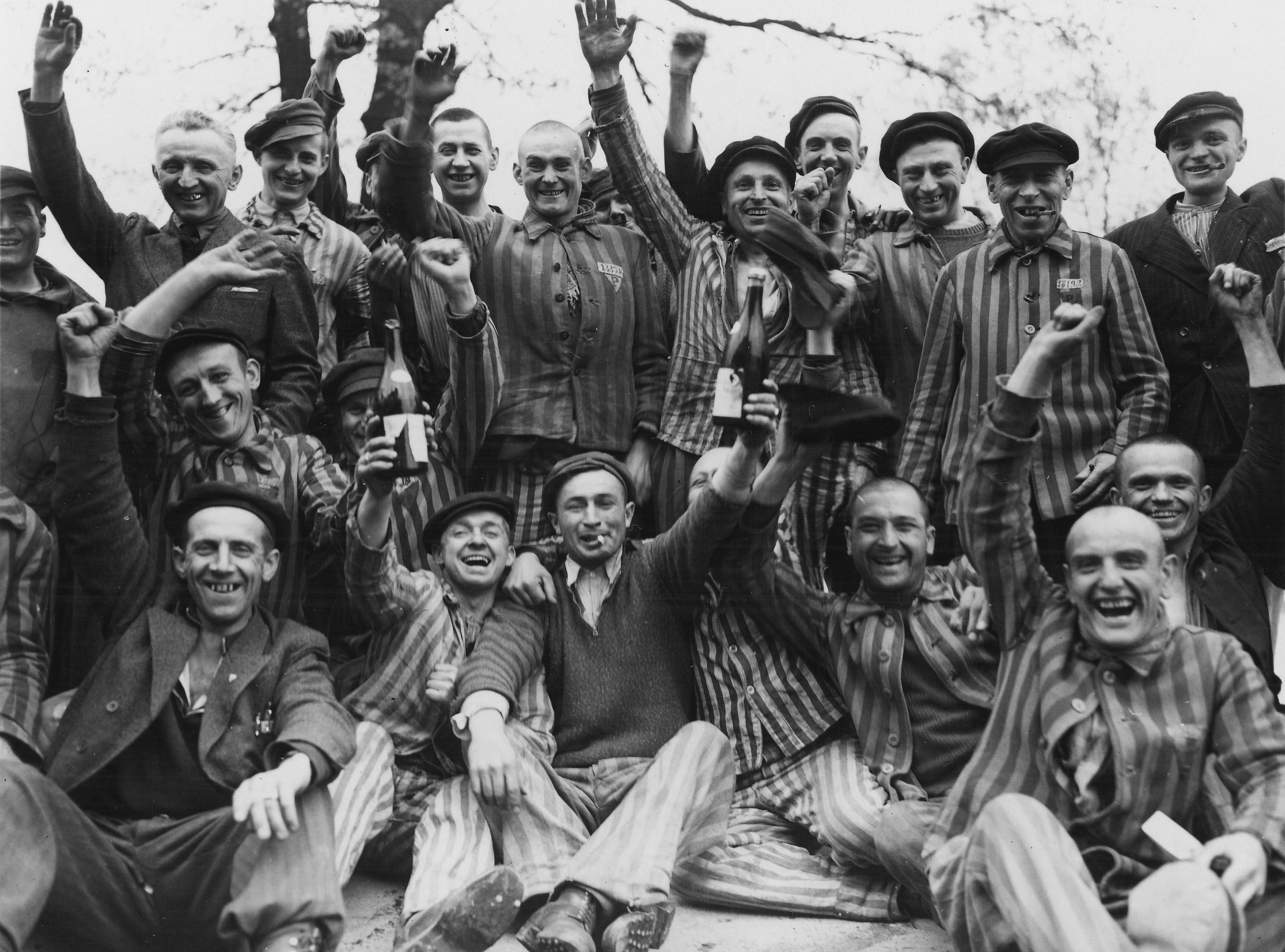
Polscy więźniowie świętujący wyzwolenie w niemieckim obozie koncentracyjnym Dachau, który „New York Times” mylnie umieścił w Polsce

Często podawane uzasadnienie stosowania terminu „polskie obozy koncentracyjne” podkreśla geograficzne umiejscowienie tych obozów na terenie okupowanej Polski. Obozy koncentracyjne niemieccy naziści zakładali praktycznie w każdym państwie, nad którym przejęli kontrolę, a część z nich utworzyły kolaboracyjne wobec Niemców rządy.
Pierwszy obóz koncentracyjny – Dachau naziści założyli już 9 marca 1933 roku, znajdował się w Bawarii na obrzeżach miasta Dachau, na północ od Monachium. Kolejne wzorowane na tym obozie powstały m.in.:
- 1933 – Oranienburg (KL) zlokalizowany w miejscowości Oranienburg; około 30 km na północ od Berlina,
- 1933 – Bad Sulza (KL) w miasteczku wypoczynkowo-sanatoryjnym Bad Sulza, w Turyngii,
- 1936 – Sachsenhausen (obecnie dzielnica Oranienburga),
- 1937 – Buchenwald zlokalizowany w Ettersberg w pobliżu Weimaru w Turyngii,
- 1938 – Flossenbürg w pobliżu miasta Weiden, w Górnym Palatynacie, w Bawarii,
- 1938 – Neuengamme w Hamburgu
- 1938 – Mauthausen-Gusen usytuowany w miejscowości Mauthausen, ok. 20 km od Linzu w Austrii. Został założony po wcieleniu (Anschluss) Austrii do Niemiec i był pierwszym niemieckim obozem koncentracyjnym założonym poza granicami III Rzeszy z 1937 r.

Badacze z amerykańskiego Muzeum Pamięci Holocaustu w wyniku 13-letnich badań opublikowali „Encyklopedię Obozów i Gett” zawierającej wszystkie znane getta dla Żydów oraz obozy koncentracyjne utworzone przez niemieckich nazistów. Wyliczyli, że w okupowanej Europie znajdowało się około 42 500 gett i obozów. W liczbie tej znalazło się m.in. 30 tys. obozów pracy, 1150 – gett oraz 980 obozów koncentracyjnych i ich podobozów. W tę sumę wliczono również tysiąc obozów jenieckich, 500 domów publicznych i tysiące innych obozów – wykorzystywanych do aborcji, eutanazji oraz obozów przejściowych. Dla przykładu w samym tylko Berlinie badacze doliczyli się trzech tysięcy obozów różnorakiego przeznaczenia, a w Hamburgu 1,3 tys. Materiał ten opublikowany został w dwóch tomach.
W Generalnym Gubernatorstwie niemieccy naziści umiejscowili pięć obozów koncentracyjnych, czyli tyle samo, ile we Francji oraz dwukrotnie mniej niż w Niemczech, gdzie funkcjonowało 12 obozów. Spośród pięciu obozów zagłady dwa znajdowały się na terenach włączonych do Rzeszy, trzy pozostałe w Generalnym Gubernatorstwie w jego granicach z 1942. Pierwszy raz terminu polskie obozy koncentracyjne użył w 1944 roku w artykule o polskim bohaterze podziemia Janie Karskim zatytułowanym „Polish death camp” amerykański magazyn Collier’s.
Okupowana Polska nie była jedynym terytorium, na którym niemieccy naziści zakładali obozy koncentracyjne. Oprócz Polski obozy koncentracyjne znajdowały się także w dzisiejszych granicach ponad 20 europejskich państw:
- Polska – 9 obozów koncentracyjnych i zagłady: Auschwitz-Birkenau, Kulmhof, Treblinka, Sobibor, Stutthof, Bełżec, Majdanek, Warschau, Groß-Rosen
- Niemcy – 20 obozów koncentracyjnych: Bad Sulza, Bergen-Belsen, Buchenwald, Dachau, Esterwegen, Flossenbürg, Fuhlsbüttel, Hinzert, Lichtenburg, Mittelbau-Dora, Moringen, Neuengamme, Niederhagen-Wewelsburg, Oranienburg, Ravensbrück, Sachsenburg, Sachsenhausen
- Austria – 2 obozy koncentracyjne: Ebensee oraz Mauthausen-Gusen
- Białoruś – 1 niemiecki obóz zagłady Mały Trościeniec
- Czechy – 3 obozy koncentracyjne Lety, Hodonin oraz Theresienstadt
- Słowacja – 3 obozy koncentracyjne: Vyhne, Sered i Novaky utworzone przez rząd słowacki
- Francja – 7 obozów: niemiecki obóz Natzweiler-Struthof oraz obozy tranzytowe utworzone przez rząd Vichy, skąd kierowano Żydów do Auschwitz: obóz w Drancy, Compiègne, Beaune-la-Rolande oraz obóz koncentracyjny w Pithiviers[63]
- Dania – obóz Horserød
- Belgia – koncentracyjny obóz tranzytowy SS-Sammellager Mechelen
- Holandia – 3 obozy założone przez Niemców: Konzentrationslager Hertogenbosch, Westerborck, Amersfoort
- Włochy – 6 obozów – założony przez włoski rząd Mussoliniego obóz koncentracyjny Gonars oraz Asti, Bolzano, Fossoli, Servigliano
- Litwa – niemiecki obóz Kauen
- Łotwa – niemiecki obóz Konzentrationslager Kaiserwald
- Estonia – niemiecki Konzentrationslager Vaivara
- Norwegia – 3 obozy koncentracyjne Ulven, Berg, Grini
- Węgry – niemiecki obóz tranzytowy w Kistarcsa
- Serbia – 5 obozów: Sajmište, Schabatz, Crveni krst, (Topovske Šupe(inne języki)), Nisch
- Chorwacja – 2 obozy: Jasenovac oraz Rab
- Słowenia – San Sabba
- Bułgaria – Dupnica
- Macedonia – Skopje

W zamyśle dziennikarzy używających pojęcia „polskich obozów koncentracyjnych” ma to być skrót myślowy dotyczący „obozów koncentracyjnych leżących na terenie Polski”. Jest to jednak sformułowanie fałszywe i dezinformujące. Dla osób znających historię Europy i II wojny światowej jego geograficzna konotacja jest oczywista, jednak stosowanie tego określenia w publikacjach w Europie Zachodniej, Izraelu oraz Stanach Zjednoczonych doprowadziło do powstania u części osób przekonania, że Polacy byli współtwórcami obozów koncentracyjnych oraz współsprawcami zagłady Żydów i innych zbrodni popełnionych w tych obozach.
Termin „polskie obozy koncentracyjne” bardzo często stosuje się także w odniesieniu do nazistowskich obozów koncentracyjnych znajdujących się na terenie Niemiec. Dla przykładu w jednym z wydawanych w Bostonie biuletynów z dnia 16 września 1994 roku widniał podpis „Irena Weiss z Waszyngtonu opowiada historie lat przeżytych w polskim obozie koncentracyjnym w Buchenwaldzie”, który znajdował się w pobliżu niemieckiego miasta Weimar. Kolejnym przykładem może być rezolucja amerykańskiego kongresmena Leonarda Boswella złożona w Kongresie 30 kwietnia 2004 roku o nadanie Złotego Medalu Kongresu grupie Indian Meskwaki, którzy w czasie wojny służyli jako code talkers (szyfranci). W uzasadnieniu swojego wniosku kongresmen napisał: „Frank Sanache po wzięciu do niewoli przez Niemców w Afryce Północnej został osadzony w polskim obozie jenieckim”. Wiadomość tę powtórzono w nekrologu Franka Sanache w Magazynie Time w numerze z dnia 6 września 2004 r., określając obóz jako Polish Labor Camp (polski obóz pracy). Podobną informację podał brytyjski Daily Mail nazywając jeniecki obóz Stalag Luft III w Żaganiu, znany z głośnej hollywoodzkiej produkcji z 1963 pt. „The Great Escape” ze Steve’em McQueenem w roli głównej, „polskim obozem koncentracyjnym”. Z kolei we wspomnieniach napisanych przez amerykańskiego pilota S/Sgt. Ronalda D. Coxa z 612. Eskadry Bombowej 401. Grupy Bombowej 8. Armii Powietrznej, zestrzelonego nad Niemcami znajdziemy informację, że został osadzony w „Polish Concentration Camp” w Berlinie. Kolejnym groteskowym przykładem może być zlokalizowanie obozu koncentracyjnego Dachau w Polsce przez renomowany „New York Times”, który w swoim weekendowym wydaniu, pod zdjęciem Yasira Qadhiego jednego z bardziej znanych amerykańskich duchownych muzułmańskich zamieścił następujący podpis: „Qadhi i inni muzułmańscy duchowni modlili się w sierpniu zeszłego roku w obozie koncentracyjnym Dachau w Polsce.” Dla przypomnienia, ten „polski obóz koncentracyjny” założony został przez nazistów na obrzeżach miasta Dachau, na północ od Monachium, w południowych Niemczech.
Jako przykład do czego może doprowadzić połączenie częstego używania frazy „polskie obozy koncentracyjne” z nikłą znajomością historii oraz geografii podał Edmund Lewandowski w artykule zamieszczonym w San Francisco Bay Area Polish American Community Newsletter. W 1998 Lewandowski przeprowadził wywiady z grupą uczniów szkół średnich w Santa Clara County, Kalifornia. Po pokazaniu im notatki o aresztowaniu strażnika z obozu koncentracyjnego autor zapytał grupę uczniów: „Kim byli naziści?”. Wszyscy uczniowie stwierdzili, że Polakami. Natomiast w wydawanej w Kanadzie gazecie w tekście o „honorowym przewodniczącym stowarzyszenia nielicznych dzieci uratowanych z obozów śmierci” dodano, iż były to obozy „nazistowsko-polskie”.

## Przypadki używania zwrotu „nazistowska Polska”
Obok nieświadomego użycia określenia „polski obóz koncentracyjny” bez dodatkowego komentarza, że określenie to stosuje się do niemieckich obozów zlokalizowanych na terenie okupowanej Polski, w mediach zachodnich spotykane są inne dezinformacje sugerujące odpowiedzialność Polski za zbrodnie nazistowskie. Obraz tych przekonań można znaleźć w amerykańskim serialu z 1975 roku o losach niemieckich Żydów „Holocaust”. W filmie tym żołnierze ubrani w polskie mundury w charakterystycznych dla polskiego wojska rogatywkach u boku Niemców pilnują transportów Żydów zmierzających do warszawskiego getta, a także jako część oddziałów niemieckich szturmują pozycje żydowskich powstańców broniących getta. W tego rodzaju nadużyciach używane jest nawet sformułowanie „Nazistowska Polska” (Nazi Poland) oznaczające w domyśle istnienie w Polsce kolaborującego rządu pronazistowskiego na wzór rządu Vichy we Francji, rządu Horthyego na Węgrzech, oraz satelickich wobec III Rzeszy rządów Pierwszej Republiki Słowackiej oraz Rumunii.
Chociaż w okupowanej Polsce nie istniał pronazistowski rząd złożony z Polaków, to niekiedy błędnie zalicza się ją do grupy państw, które kolaborowały z nazistowskimi Niemcami i były ich sojusznikami w czasie II wojny światowej. Dziennik „Le Figaro”, 28.01.2005, relacjonując rozmowę z żydowskim historykiem z Izraela Efraimem Zuroffem przytoczył ocenę swojego rozmówcy, który stwierdził, że w Rumunii, na Litwie oraz w Polsce istniał reżim pronazistowski. Po interwencji polska ambasada uzyskała przeprosiny od redakcji gazety. Dnia 10.02.2005 opublikowała ona sprostowanie, że dziennikarz gazety nie miał intencji zarzucania Polakom kolaboracji z nazistami przy eksterminacji Żydów.
Terminu „Nazi Poland” użyły kilkukrotnie San Francisco Chronicle, hiszpańskie „Publico”, „Los Angeles Times”, stał się on także tytułem książki Fay Walker. Termin „Nazi Poland” (Nazistowska Polska) ukazał się także 6 czerwca 2010 w czołowym amerykańskim dzienniku „Los Angeles Times”. Użyła go F. Kathleen Foley w swojej recenzji sztuki teatralnej o Jerzym Kosińskim „More Lies About Jerzy” (Więcej kłamstw o Jerzym) autorstwa Daveya Holmesa. Napisała w niej: „Jerzy Kosiński wzbudził kontrowersje swoją powieścią »Malowany ptak«, którą chytrze promował jako autobiograficzną relację ze swego dzieciństwa w Nazistowskiej Polsce”.
Częste użycie sformułowania „polskie obozy koncentracyjne” prowadzi do przekonania u wielu nie znających historii osób, że Holocaust odbywał się przy czynnym udziale Polaków, a nawet, że to oni zakładali oraz zarządzali obozami koncentracyjnymi dokonując masowych mordów na Żydach. Dla przykładu we francuskim dzienniku „Le Progres” z Lyonu dnia 15.01.2005 rozpoczęła się seria artykułów po wizycie miejscowej młodzieży w Auschwitz. Znalazły się w nich sformułowania, że pierwsze obozy były otwierane w 1940 roku przez Polaków i że „naziści znaleźli w Polsce warunki do rozwoju obozów”. Dzięki interwencji konsula generalnego RP w Lyonie, 27.01 gazeta zamieściła sprostowanie tłumacząc się francuskim lapsusem językowym.
Norman F. Cantor – profesor historii, socjologii, literatury porównawczej na New York University, w swojej książce: „The Sacred Chain: The History of the Jews”, wydanej w 1994 roku napisał:

Współudział Polaków (w zagładzie Żydów – przyp. red.) był bardzo znaczny i nie podlegający dyskusji. Bez ich pomocy Niemcy nie byliby pod względem logistycznym zdolni do unicestwienia 6 milionów Żydów. Ten sam zarzut odnosi się do Kościoła katolickiego w Polsce, który przepełniony wielowiekową wrogością wobec Żydów nie uczynił nic znaczącego, by przeciwstawić się nazistowskim obozom śmierci. Polscy katolicy tysiącami pracowali w obozach koncentracyjnych i komandach śmierci. Hierarchia kościelna nigdy nie wystąpiła z apelem o niepodejmowanie tego rodzaju pracy. Polska stała się najbardziej okrutnym polem śmierci w najnowszej historii przy braku sprzeciwu Kościoła Polscy katolicy tysiącami uczestniczyli w obsłudze obozów koncentracyjnych i plutonów egzekucyjnych (…) Wojująca katolicka nienawiść wobec Żydów ukształtowała się wcześniej, w XIX wieku, była inspiracją austriackiego i polskiego uczestnictwa w ludobójstwie.

W listopadzie 2004 roku w norweskiej telewizji NHK dziennikarz H.W. Steinfeld użył sformułowania „polscy naziści we Lwowie”, przypisując Polakom tzw. Dni Petlury z roku 1941, inspirowane przez okupacyjne władze niemieckie i przeprowadzone przy współudziale milicji ukraińskiej. Po proteście polskiego ambasadora rozpoczęła się polemika na łamach gazety „Aftenposten”, w której Steinfeld starał się udowodnić prawdziwość użytego przez siebie określenia. Dyskusja, w której zabrali głos także historycy polscy i norwescy, wykazała fałsz, przekłamania faktów oraz złą wolę okazywaną przez norweskiego dziennikarza, doprowadzając do debaty na temat etyki dziennikarskiej. W obliczu udowodnionej manipulacji, ambasada podjęła interwencję w norweskim Komitecie Zawodowym Prasy.
Zarzuty antysemityzmu oraz kolaboracji z nazistami padają również wobec członków walczącej z nazistami Armii Krajowej i dotyczą zarówno publikacji historycznych, jak i artykułów prasowych. Żydowski historyk Rauben Ainsztein w książce „Jewish Resistance in Nazi Occupied Eastern Europe” napisał „Wielu z polskich nazistów, to byli polscy oficerowie i jako takim dano im dowództwo nad oddziałami Armii Krajowej, gdzie robili wszystko, aby zintensyfikować antyżydowską nienawiść...”
Redaktor w największej codziennej gazecie wydawanej w Kanadzie „The Toronto Star” Andrew Kendall napisał dnia 27 marca 1994 roku:”...dla Niemców zbędne było polskie SS – wystarczyła Armia Krajowa, denuncjująca lub sama mordująca Żydów. Ponadto rząd polski na uchodźstwie celowo opóźniał przekazanie na zachód informacji o okrucieństwach popełnianych na Żydach. Powstanie w getcie trwało dłużej niż powstanie warszawskie.”

## Reakcje
Problem ten został dostrzeżony dłuższy czas temu przez polską dyplomację, lecz dopiero medialne nagłośnienie w kraju – przede wszystkim przez gazetę „Rzeczpospolita” – doprowadziło do działań mających na celu prostowanie przypadków stosowania podobnych określeń przez dziennikarzy. W szeroko zakrojoną akcję włączyły się zarówno polskie placówki dyplomatyczne za granicą, jak i środowiska polonijne.
Pomimo tej akcji, 12 stycznia 2006 amerykański dziennik „The New York Times” (NYT) opublikował artykuł, w którym użyto zwrotu Polish death camps. Na e-mailową akcję wielu polskich czytelników senior editor (redaktor) NYT Bill Borders wystosował notatkę do personelu gazety, że zwrot ten nie jest historycznie poprawny i jest nie do przyjęcia dla wielu czytelników.
W 2005 r. Amerykański Kongres Żydowski określił stosowanie określenia „polskie obozy koncentracyjne” jako mylące i szkodliwe, stwierdzając, że w czasie II wojny światowej istniały wyłącznie „obozy koncentracyjne założone przez niemieckich nazistów”.
W początkach marca 2006 rząd Polski (wiceminister kultury Tomasz Merta) wystąpił do UNESCO, by wpis terenów poobozowych Auschwitz-Birkenau otrzymał tytuł na liście Światowego Dziedzictwa Były Nazistowski Niemiecki Obóz Koncentracyjny Auschwitz. W 2007 organizacja oficjalnie przyjęła tytuł wpisu „Auschwitz-Birkenau. Niemiecki nazistowski obóz koncentracyjny i zagłady (1940–1945)”.
W kwietniu 2006 Maram Stern, zastępca sekretarza generalnego Światowego Kongresu Żydów (ang. World Jewish Congress) napisał: Mimo że obóz został zbudowany i był prowadzony przez Niemców, wszyscy w okolicy wiedzieli o jego istnieniu, a z miejscowych mieszkańców rekrutowano robotników. Rząd w Warszawie chce historię Polski odseparować od historii Auschwitz i dać do zrozumienia, że Polska nie odgrywała żadnej roli w obozie.

Wypowiedź Sterna skomentował m.in. Marek Edelman, jeden z przywódców powstania w getcie warszawskim. Oświadczył: 

To jakaś totalna bzdura. Jak można powiedzieć, że Polska chce wyrzucić Auschwitz ze swojej historii? Jak można mówić, że Polacy budowali Auschwitz. Pierwsi więźniowie, którzy tam trafili, byli Polakami i oni budowali ten obóz, ale przecież nie z własnej woli.

W podobnym tonie wypowiedziała się również żydowska Liga Przeciwko Zniesławieniu (Anti Defamation League), która równocześnie poparła starania Polski o zmianę nazwy obozu w UNESCO.
10 listopada 2007 odbyła się w Toronto premiera dokumentalnego filmu „Upside Down” (reż. Violetta Kardynał), który prezentuje historię mitu o „polskich obozach koncentracyjnych”. Tytuł nawiązuje do całkowitego odwrócenia ról, w tym przypadku roli kata i ofiary. Film został opublikowany na stronie MSZ w październiku 2007 r., a następnie w styczniu 2008 r. został z niej usunięty ze względu na zastrzeżenia dotyczące merytorycznej zawartości. Nadal pozostaje jednak dostępny na stronach polonijnych.
W niemieckiej gazecie „Der Tagesspiegel” okazał się 3 lutego 2008 list niemieckiego czytelnika Christiana Schrötera, przewodniczącego stowarzyszenia polsko-niemieckiego, pod tytułem „Nieprecyzyjne określenie”, w którym odnosząc się do wcześniej publikowanego artykułu, w którym padły słowa o polskim obozie zagłady, stwierdza:

To jest określenie, które nie jest tylko nieprecyzyjne z dziennikarskiego punktu widzenia, ale również historycznie mylące i dla kraju Polski szkalujące, ponieważ implikuje współpracę z niemieckim okupantem.

Według prezesa Instytutu Pamięci Narodowej Leona Kieresa i szefa pionu śledczego IPN Witolda Kuleszy mówienie o „polskich obozach zagłady” to kłamstwo oświęcimskie, czyli przestępstwo ścigane w wielu państwach. Prof. Kulesza zauważył także, że ponadto mamy tu do czynienia z przestępstwem znieważania narodu polskiego i znieważania pamięci ofiar nazistowskich zbrodni

Według profesora Israela Gutmana z Instytutu Pamięci Jad Waszem w Izraelu jedną z form negowania Holocaustu jest używanie określenia „polskie obozy koncentracyjne”. Jest to świadoma czy nieświadoma forma zamiany ofiary w kata i próba rozmycia kwestii odpowiedzialności za popełnione zbrodnie. – Franciszek Piper

W październiku 2010 zdobywca nagrody Pulitzera Alex Storożyński wystąpił z projektem zebrania miliona podpisów pod petycją przeciw sformułowaniu „polskie obozy koncentracyjne”, którą planował rozesłać do mediów amerykańskich. Akcję wspierały nowojorski „Nowy Dziennik”, Fundacja Kościuszkowska oraz środowiska polonijne w Ameryce. Tekst z protestem przeciw stosowaniu mylącego określenia „polskie obozy” znajdował się na stronie internetowej www.thekf.org. Podpisali ją m.in. prezydenci Lech Wałęsa oraz Bronisław Komorowski, a także politolog Zbigniew Brzeziński, historyk Norman Davies i reżyser Andrzej Wajda. Działania Fundacji Kościuszkowskiej doprowadziły również do zmiany wewnątrz redakcyjnych stylebooków takich gazet jak „Wall Street Journal”, „New York Times” czy „San Francisco Chronicle”. W tym ostatnim przypadku na reakcję Storożyńskiego wobec użycia w artykule terminu „polski obóz koncentracyjny” zamieszczonego w tej gazecie jego autor wysłał maila z prywatnego konta, że „stylebook nie zostanie zmieniony, a Polacy dokonali Holocaustu”. Po interwencji w redakcji „San Francisco Chronicle” redakcja zgodziła się jednak na zmianę stylebooka.

Przedstawiciel Ministerstwa Spraw Zagranicznych Izraela Emmanuel Nahshon oświadczył dnia 29 stycznia 2018: 

Oczywiście, że one nie były polskie. To były niemieckie obozy zagłady.

Minister spraw zagranicznych Niemiec Sigmar Gabriel powiedział dnia 3 lutego 2018: 

Organizuję wycieczki młodzieży do muzeów w Auschwitz i na Majdanku już od piętnastu lat jako przewodnik. To, że te obozy były niemieckie to co do tego nie może być żadnych wątpliwości! Używanie terminu polski obóz śmierci jest błędem..

### Droga sądowa
W listopadzie 2008 wiceminister spraw zagranicznych w rządzie Donalda Tuska, Ryszard Schnepf, zapowiedział wytaczanie procesów sądowych mediom używającym sformułowań „polskie obozy”. Polska jednak nie wytoczyła żadnego tego typu procesu.
Pozwy kierują jednak osoby prywatne narodowości polskiej oburzone określaniem niemieckich obozów założonych na terenie Polski „polskimi”. Zrobił tak Zbigniew Osewski, wnuk więźnia Stutthofu, który zdecydował się pozwać wydawcę „Die Welt” – spółkę medialną Axel Springer SE – za nazwanie obozu w Majdanku „byłym polskim obozem koncentracyjnym”. W grudniu 2010 Sąd Apelacyjny w Warszawie potwierdził stanowisko, iż sądownictwu polskiemu przysługuje jurysdykcja w tej sprawie. Sąd zaznaczył jednak, iż nie każdy Polak będzie mógł wytaczać proces, ale tylko ten, którego łączy ze sprawą szczególna więź emocjonalna. We wrześniu 2012 przed Sądem Okręgowym w Warszawie rozpoczął się proces z powództwa Osewskiego, do którego w sierpniu 2013 przystąpił Prokurator Generalny.
Pozew do sądu przeciw wydawcy niemieckiego tygodnika „Focus” za użycie w publikacjach zwrotu „polski obóz zagłady” wniosła Janina Luberda-Zapaśnik, emerytowana lekarka z Olsztyna, która jako dziecko była więźniarką niemieckiego obozu przesiedleńczego w Potulicach. Domaga się sprostowania oraz zakazu używania takich określeń w przyszłości. W wieku 11 lat Niemcy wywieźli ją razem z rodzicami oraz czwórką młodszego rodzeństwa w 1941 roku z Pomorza w trakcie masowych wysiedleń Polaków z Pomorza. Pozew w imieniu byłej więźniarki złożyli pełnomocnicy związani ze Stowarzyszeniem Patria Nostra, które zrzesza prawników i byłych więźniów niemieckich obozów koncentracyjnych.
W październiku 2013 Prokuratura Rejonowa Warszawa-Mokotów, z powodu nieznalezienia znamion przestępstwa, odmówiła wszczęcia śledztwa w sprawie użycia w artykule dziennikarki Beate Wyglendy, zamieszczonym 27 sierpnia 2013 w niemieckim dzienniku Rheinische Post, zwrotu przeżyli oni polskie obozy koncentracyjne i polskie getta. Zawiadomienie o podejrzeniu popełnienia przestępstwa złożyli w tej sprawie do prokuratury Anna Halves i Józef Galiński ze Związku Polaków w Niemczech „Rodło”, domagając się wpłacenia 200 tysięcy euro na rzecz jednej z polskich instytucji charytatywnych. Prokuratura ustaliła, że jeszcze w dniu 27 sierpnia gazeta przeprosiła za ten zwrot, uznając go za pomyłkę i przyznając, że jest on nie do zaakceptowania. Prokurator Mariola Reda-Pieczeniewska nie dopatrzyła się, by zamiarem autorów było znieważenie narodu polskiego, wskazując w swoim uzasadnieniu, iż sformułowanie polskie obozy zagłady, choć wyjątkowo niefortunne, nie miało na celu wskazania, iż obozy takie zakładali Polacy, a jedynie, iż położone one były na ziemiach polskich.
Dnia 23 grudnia 2016 na mocy wyroku Sądu Apelacyjnego w Krakowie niemiecka telewizja ZDF miała przeprosić Polaka, byłego więźnia Oświęcimia Karola Tenderę, za błędne nazywanie obozu Auschwitz polskim obozem. Mimo przegranego procesu niemiecka telewizja publiczna do tej pory uchyla się od wykonania wyroku, nakazującego publikację sprostowania tej informacji i przeprosin w sposób wskazany w wyroku sądowym. Co więcej, po nadaniu wyrokowi polskiego sądu klauzuli wykonalności przez Sąd Krajowy w Moguncji (zgodnie z art. 36 rozporządzenia Rady Europy), stacja ZDF zakwestionowała również postanowienie niemieckiego sądu, powołując się na różnice między polską i niemiecką konstytucją. Jest to działanie sprzeczne z wyżej wymienionym zapisem art. 36 rozporządzenia Rady Europy, który nie przewiduje możliwości podważania prawomocnego wyroku sądu kraju członkowskiego Unii Europejskiej przez sąd krajowy innego państwa UE.
W 2018 Sejm znowelizował ustawę z 18 grudnia 1998 r. o Instytucie Pamięci Narodowej, która penalizowała przypisywanie narodowi lub państwu polskiemu współodpowiedzialności m.in. za zbrodnie nazistowskie. Przeciwnicy wskazywali na brak potrzeby takiego uregulowania, gdyż według nich nie padają oskarżenia, jakoby państwo lub naród polski ponosili odpowiedzialność za tworzenie nazistowskich obozów koncentracyjnych. Zdarzały się pojedyncze użycia wyrażenia „polskie obozy śmierci”, np. przez Baracka Obamę, ale nie wynikały z przypisywania odpowiedzialności Polakom, lecz z niezręcznego określenia obozów za pomocą terytorium, na którym je założono. Wypowiedzi takie zwykle kończyły się przeprosinami ze strony osoby, która w nieprzemyślany sposób użyła tego sformułowania. Co więcej, w ustawie nie pada bezpośrednio wyrażenie „polskie obozy zagłady”. Przepisy sformułowano natomiast w taki sposób, że bywają one rozumiane jako odejście od prowadzonego wcześniej, wyróżniającego się uczciwością naukową opisu historii Polaków, na rzecz gloryfikacji ich dziejów. Procedowanie ustawy spotkało się z niezrozumieniem poza granicami Polski i wywołało krytyczne reakcje społeczności międzynarodowej, określane mianem katastrofy wizerunkowej i „polskiej obsesji”, skutkujące m.in. naruszeniem strategicznego sojuszu Polski z USA oraz pogorszeniem relacji z Izraelem i Ukrainą. Przypisuje mu się również pobudzenie postaw antysemickich w Polsce, włącznie z internetowymi wpisami o „syjonistach”. Działania polskiego parlamentu były porównywane w publicystyce do negowania ludobójstwa Ormian przez władze tureckie. Ustawa wywołała negatywne komentarze ze strony izraelskich internautów, w tym przypisujące Polakom udział w Holocauście. Niektóre media w Polsce argumentowały natomiast, że w krajach trzecich istnieją przepisy podobne do wprowadzonych nowelizacją ustawy o IPN.

## Inne użycie terminu „polskie obozy koncentracyjne”
Termin „polskie obozy koncentracyjne” bywa również używany wobec obozów jenieckich, więzień oraz miejsc internowania, jakie powstawały w Polsce międzywojennej oraz po II wojnie światowej. W polskiej literaturze pięknej i publicystyce pojawia się termin w znaczeniu geograficznym.

### „Polskie obozy koncentracyjne” w okresie II Rzeczypospolitej
Termin „polskich obozów koncentracyjnych” używany jest również przez media i polityków rosyjskich dla określenia jenieckich obozów dla sowieckich żołnierzy wziętych do niewoli w trakcie wojny polsko-bolszewickiej z lat 1919–1920 oraz powojennych obozów tworzonych na terenie Polski po 1945 roku przez NKWD.
Miejsce Odosobnienia w Berezie Kartuskiej po powstaniu nazywane było obozem koncentracyjnym, a po wojnie jego istnienie było wykorzystywane w celach propagandowych przez komunistów, twierdzących, że przedwojenne rządy sanacyjne były „reżimem faszystowskim”. Termin „polskie obozy koncentracyjne” na określenie tego obozu wykorzystywała propaganda PRL uzasadniając tym tezę o antydemokratycznym i represyjnym charakterze kapitalistycznego systemu politycznego II Rzeczypospolitej oraz dyktatorskich zapędach Józefa Piłsudskiego.

### Obozy koncentracyjne NKWD na ziemiach polskich w latach 1945–1948
Termin „polskie obozy koncentracyjne” pada również w odniesieniu do komunistycznych obozów pracy i obozów jenieckich powstających w Polsce po II wojnie światowej.
Według profesora Bogusława Kopki schemat funkcjonowania tych obozów (izolacja na określonym terenie na czas nieokreślony, bez wyroku, ludności w dużej części cywilnej) odpowiada definicji „obozów koncentracyjnych”. Takich określeń używano też w piśmiennictwie stalinowskiej władzy i załóg obozowych, takie sformułowania pojawiają się także w publikacjach IPN z Katowic.
„Polskie obozy śmierci” w literaturze pięknej
W pierwszych latach po wojnie pojawiły się okazjonalnie w literaturze polskiej wzmianki o polskich obozach koncentracyjnych. Miały one jednak wymiar wyłącznie geograficzny, bez odniesień do wykonawców zbrodni. Najbardziej znanym przykładem są słowa „... w polskich obozach śmierci” Zofii Nałkowskiej, opublikowane po raz pierwszy w 1946 r. („Dorośli i dzieci w Oświęcimiu”. tom „Medaliony”. Warszawa 1982, s. 63). O „polskich obozach” pisał też Tadeusz Borowski, podobnie mając na myśli kontekst wyłącznie geograficzny, a nie narodowość lub państwowość oprawców.